# Tratamento de dados
Tratamento de dados ou  processamento de dados é um conjunto de atividades que visam organizar informações, começando pela recolha de dados. A obtenção inicial de dados, informações ou propriamento e seu tratamento pode ou não ser realizada através de métodos computacionais e tecnológicos.

## Processamento eletrônico de dados (PED)
Também denominado Processamento automático de dados (PAD), ou Processamento eletrônico de dados (PED) as atividades que utilizam a computação em seu processo. No entanto, foi justamente o advento dos computadores que dinamizou de tal forma o tratamento das informações que, a partir daí, é que se vulgarizou a terminologia Processamento de dados; de modo que a essa denominação, se associa, no presente, a ideia do emprego de computadores. É o tratamento sistemático de dados, através de computadores e outros dispositivos eletrônicos, com o objetivo de ordenar, classificar ou efetuar quaisquer transformações nos dados, segundo um plano previamente programado, visando a obtenção de um determinado resultado.
De modo geral, um processamento se realiza de acordo com o esquema abaixo:
- A entrada (input): Se refere a algum dado de entrada do processamento, são valores onde o processo irá atuar. Como por exemplo, um arquivo enviado para um compressor de dados.[3]
- O processamento: É onde os dados de entrada serão processados para gerar um determinado resultado. O computador executa o arquivo. (Outros exemplos: o cálculo salarial, uma complexa expressão matemática, ou até mesmo uma simples movimentação de dados ou comparação entre eles). No caso do processamento computadorizado esta tarefa é realizada por meio de um algoritmo escrito numa linguagem de programação que é compilado e gera o código de um programa responsável pelo processamento.[3]
- A saída (output). É simplesmente o resultado de todo o processamento, em todo processamento temos dados gerados como resultado, essas saídas, podem ser impressas na tela, em papel, armazenadas em um arquivo, ou até mesmo servir como entrada para um outro processo. O computador exibe os resultados obtidos na tela.[3]

## Conceitos básicos

### Dados
Na informática, referem-se a tudo aquilo que é fornecido ao computador de forma bruta. Exemplo: Uma letra, um valor numérico. Quando os dados são vistos dentro de um contexto e transmite algum significado, tornam-se informações.

### Informação
Um conjunto de dados ordenados de maneira lógica e racional que podem ser impressos ou ficarem armazenados em meio magnético. Exemplos: A letra de um hino, uma receita de bolo.

### Computador
Uma máquina que processa dados, orientada por um conjunto de instruções e destinada a produzir resultados completos, com um mínimo de intervenção humana. É capaz de realizar diversas tarefas em pouco tempo, em relação se fosse feita de maneira manual.
E por fim:

### Processamento
Tratamento sistemático de dados, através de computadores ou de outros dispositivos eletrônicos, com o objetivo de ordenar, classificar ou efetuar quaisquer transformações nos dados, segundo um plano previamente programado, visando a obtenção de um determinado resultado.

## Hardware X Software
O Processamento de Dados corresponde à fusão do Hardware (parte tangível) com o Software (parte intangível). Ao entrar com dados no computador, ocorre a Entrada de dados. O hardware, por meio de seus componentes (memória, processador), irá processar estes dados, e dar um retorno para o usuário através das Saídas de informações. A partir destas informações, o usuário adquire a informação desejada.